# Marquesa de Haro
El título de Marquesa de Haro fue un título nobiliario español utilizado en los siglos XVII y XIX en el Virreinato del Río de la Plata.

## Origen
El título de Marqués de Haro fue otorgado junto con el vizcondado de Pravia a Isidro Ortiz de Haro el 19 de febrero de 1715, este personaje ocupó el cargo de alguacil mayor de la Real Audiencia de Charcas y fue también gobernador de la Provincia de Tucumán. Aunque estuvo casado dos veces, la primera con Isabel Fulgencia Irujo y Ureta y la segunda con Micaela Matea Díaz de Ceballos, no llegó a tener hijos ni legítimos ni naturales por lo que legó el título de marqués a su segunda esposa.

## Primera Marquesa
Micaela Matea Díaz de Ceballos y Gutiérrez Escalante, nacida el 23 de mayo de 1708, era hija del Maestre de campo José Díaz de Ceballos y de María Gutiérrez Escalante. Pertenecía a una distinguida y rica familia de la región de Pica en el Reino de Chile, llegó a ser la segunda esposa de Isidro Ortiz de Haro con quien se casó en Pica el 21 de agosto de 1729 llegando a ser marquesa consorte de Haro. Al morir su esposo, éste le había dejado la sucesión del título en su testamento por lo que Micaela Díaz de Ceballos llegó a suceder a su difunto esposo y pasó a ser la marquesa de Haro.
Llegó a casarse dos veces más, con Nicolás Quesada Villanueva y con Pedro Leyva Castro. Con su último esposo compró varias haciendas en la Intendencia de La Paz, principalmente en Omasuyos y Larecaja, trasladándose a vivir a la ciudad de La Paz. El 2 de febrero de 1756 se encontraba muy enferma en su hacienda de Tutucucho en Larecaja y decide hacer su testamento ante el teniente del corregidor Félix Lazo de la Vega, al no haber tenido hijos dejó el título de marquesa a su hermana menor Rosa Agustina y murió al día siguiente.

## Segunda Marquesa
Rosa Agustina Díaz de Ceballos y Gutiérrez Escalante, nacida en Pica el 17 de octubre de 1719. Se trasladó a Potosí para casarse con el capitán español de origen cordobés Matías Fernández Pacheco el 22 de noviembre de 1736. La pareja tuvo 4 hijos que llegaron a la edad adulta: María Bartolina, Bartolomé, María Francisca y María Ignacia. 
Para 1746 Rosa Agustina ya figuraba como viuda y se trasladó a vivir con su hermana a la ciudad de La Paz, volvió a casarse el 9 de febrero de 1749 con el español de origen bilbaíno Joaquín Antonio de Guendica y Subiaur que ejercía de corregidor de la Provincia de Larecaja, este matrimonio no tuvo hijos. 
Durante su estancia en la ciudad de La Paz adquiere la casa de la anciana Melchora Vallejos que funcionaba como tambo. La casa es refaccionada y ampliada, por lo que llega a contar con tres patios internos y se convierte en una formidable casona que Rosa Agustina utiliza como residencia principal, actualmente esta vivienda es el Museo Nacional de Etnografía y Folklore. El 3 de febrero de 1756 Rosa Agustina hereda el título de marquesa de Haro por herencia de su hermana mayor.
El 31 de julio de 1760 dictó su testamento ante el escribano público Tadeo Chacón mientras se encontraba en la ciudad de Potosí, a pesar de tener un hijo varón, decidió dejar el título de marquesa a su primogénita María Bartolina. Murió el 2 de agosto de 1760 y fue enterrada en la iglesia del Convento de Santo Domingo como era su deseo. Su viudo se trasladó a los valles de Cochabamba donde murió años más tarde.

## Tercera Marquesa
María Bartolina Fernández Pacheco y Díaz de Ceballos nació en Potosí, hija de Rosa Agustina Díaz de Ceballos y de Matías Fernández Pacheco. Siguió a su madre a la ciudad de La Paz donde se casó con el viudo Joaquín José Bilbao la Vieja y Peñaranda, juntos tuvieron una única hija de nombre María del Carmen Bárbara.
El 3 de agosto de 1760 heredó el título de marquesa de Haro de su madre, su hermano Bartolomé trató de impedir la sucesión pues consideraba que al ser el único hijo varón, él debía recibir este título. El pleito legal duró 7 años hasta que Bartolomé falleció el 16 de septiembre de 1767 y María Bartolina pudo heredar el título de su madre, aunque esto le obligara a pagar grandes sumas de dinero en impuestos sucesorios.
La marquesa y su esposo mantenían una especial relación con las iglesias del Carmen y de La Merced, en ambos templos tenían sillones dorados con cojines reservados para ellos en el presbiterio, este privilegio fue eliminado en 1776 por el provisor Felipe Loayza de la Vega. El 19 de agosto de 1778 falleció su esposo y fue enterrado en la iglesia de Santo Domingo.
Para 1781 la marquesa era anfitriona del gobernador de la ciudad, Sebastián de Segurola, esta situación la colocaba como la dama de más alta alcurnia y con grandes privilegios al conocer de primera mano todos los despachos oficiales. Durante la rebelión indígena de Túpac Katari, la marquesa se manifestó como una acérrima defensora de la corona española. En el cabildo abierto del 21 de febrero de aquél año hizo registrar la donación de 1000 borregos de sus haciendas para la Intendencia de La Paz pero no logró hacer la entrega de estos animales pues los indígenas pusieron sitio a la ciudad de La Paz entre marzo y octubre. Es durante estos sucesos que la marquesa fue muy criticada por el Oidor Francisco Tadeo Díez de Medina, pues una de las habitaciones que se encontraban en un patio secundario de la casona donde residía la marquesa se utilizó como celda para el indígena Pedro Obaya y según el Oidor la marquesa invitaba a sus amistades para que vean al detenido como si se tratase de un espectáculo.
Una vez derrotada la rebelión indígena, la marquesa se dedicó a reconstruir sus haciendas, todas sus tierras habían sido arrasadas por los sublevados, sus casas quemadas y sus animales robados. En 1782 las autoridades reclamaron a la marquesa el cumplimiento de su donación y entregar los 1000 borregos que había comprometido, ella dio a conocer su precaria situación pero se vio obligada a cumplir lo declarado dejándola en una difícil posición que fue subsanando los años venideros aunque no pudo recuperar la acomodada situación que gozaba antes de la sublevación. Para 1792 la marquesa todavía residía en el impresionante casona que había heredado de su madre y es el actual Museo Nacional de Etnografía y Folklore, pero apenas contaba con 5 esclavos de servicio y la marquesa decide mudarse a una casona más modesta detrás de casa de gobierno, dando en alquiler su vivienda principal. En 1801 María Bartolina muere en la ciudad de La Paz dejando todo cuanto poseía a su única hija.

## Cuarta Marquesa
María del Carmen Bárbara Bilbao la Vieja y Fernández Pacheco, nacida en La Paz. Durante su juventud fue uno de los grandes partidos de la ciudad, siendo heredera de una gran fortuna y de un título de nobleza, recibió varias propuestas de matrimonio pero sus padres decidieron que se casara conforme a su rango y el elegido fue Ignacio Pinedo y Montúfar, un viudo madrileño que era capitán de regimiento y estaba emparentado con los marqueses de Selva Alegre a través de su madre. La boda se celebró el 19 de diciembre de 1774 y tuvieron 7 hijos: Antonio José, María Josefa, Manuel Ignacio, Francisca María, Juan Bautista, Gertrudis y Ángela María.
Su esposo fue el principal consejero de Sebastián de Segurola durante la sublevación indígena de Túpac Katari en 1781, luego de la cual fue elevado al rango de teniente coronel. Para 1786 el matrimonio era propietario de 3 haciendas y 356 indígenas en estado de servidumbre, vivían cómodamente en su casona situada detrás de la casa de gobierno y su situación los colocaba dentro de la élite de la Intendencia de La Paz. La marquesa quedó viuda en 1805.
Para 1809 con la Revolución de La Paz, la marquesa prefirió no tomar partido alguno pero recibía a las autoridades revolucionarias en su casa y éstas mencionaban que simpatizaba con la revolución solo por conveniencias. Además su sobrino Dámaso Bilbao la Vieja era un férreo revolucionario, esto la ayudó a permanecer en la ciudad sin ser molestada.  
En 1811 dejó la ciudad de La Paz ante la llegada del Ejército Auxiliar del Alto Perú, un informe a la Junta de Buenos Aires la mencionaba como afecta a la causa revolucionaria pero de conveniencia. La marquesa regresó a La Paz cuando las tropas realistas de José Manuel de Goyeneche lograron derrotarlos en la Batalla de Huaqui. Entre agosto y octubre de 1811 la marquesa tuvo que hacer frente a la complicada situación del Asedio de La Paz donde acompañó a otras mujeres hidalgas repartiendo comida y medicinas a las trincheras que defendían la ciudad. 
Tanto ella como sus familiares apoyaron el bando realista durante las Guerras de independencia hispanoamericanas, pero viendo la causa perdida cambiaron de bando. A pesar de estar muy anciana todavía asistió al baile organizado en honor de Antonio José de Sucre el 7 de febrero de 1825, fue el último evento social al que asistió y murió un año después.
El título del marquesado de Haro dejó de usarse a su muerte, pues el Alto Perú se había constituido en la República de Bolivia y por tanto no reconocía títulos nobiliarios. Tomás Pinedo todavía mencionaba el título en su testamento en 1884 pero ninguno de sus descendientes logró viajar a España para reclamarlo de forma oficial, el Marquesado de Haro fue creado nuevamente el 4 de mayo de 1879 por el rey Alfonso XII de España en favor de Antonio de Alós y López de Haro.